# Ray Kroc

Ray Kroc, 1976

Raymond Albert "Ray" Kroc, född 5 oktober 1902 i Oak Park, Illinois, död 14 januari 1984 i San Diego, Kalifornien, var en amerikansk affärsman som var med i ett tidigt skede av snabbmatskedjan McDonald’s.
Under det tidiga 1950-talet var Kroc försäljare av milkshakemaskiner då han gjorde ett besök hos bröderna Dick och Mac McDonald på deras hamburgerrestaurang i San Bernardino i Kalifornien. Han blev så intresserad av deras nydanande teknik för att laga mat att han erbjöd sig att bli McDonald's första franchisetagare. Han öppnade sin första restaurang i Des Plaines i Illinois, vilken blev en omedelbar succé. 1961 köpte han bröderna McDonalds affärsidé för 2,7 miljoner dollar.
En kontrovers uppstod då Kroc öppnade en McDonald's precis intill bröderna McDonalds nya restaurang The Big M, och på det sättet konkurrerade ut dem.
Kroc ägde Major League Baseball-klubben San Diego Padres från 1974 till sin död 1984.

## Citat
- Första meningen i hans bok Grinding It Out: The Making of McDonald's:[1]| ” | I HAVE ALWAYS believed that each man makes his own happiness and is responsible for his own problems. | „ |